# サンタ・マリア・デ・ビトリア大聖堂
サンタ・マリア・デ・ビトリア大聖堂（スペイン語: Catedral de Santa María de Vitoria）は、スペイン・バスク州アラバ県ビトリア＝ガステイスにあるローマ・カトリックの大聖堂。14世紀に完成したゴシック建築の教会であり、20世紀に建設されたビトリア無原罪の御宿り大聖堂（「新大聖堂」）と対比させて「旧大聖堂」とも呼ばれる。

## 歴史
1181年、ナバーラ王国のサンチョ6世によってビトリア市が設立された。13世紀後半にこの教会の建設が開始され、14世紀を通じて建設が続けられた。1496年には大聖堂の地位を与えられ、同年から1861年には協同教会として機能した。1931年には重要文化財(BIC)に指定された。

## ギャラリー

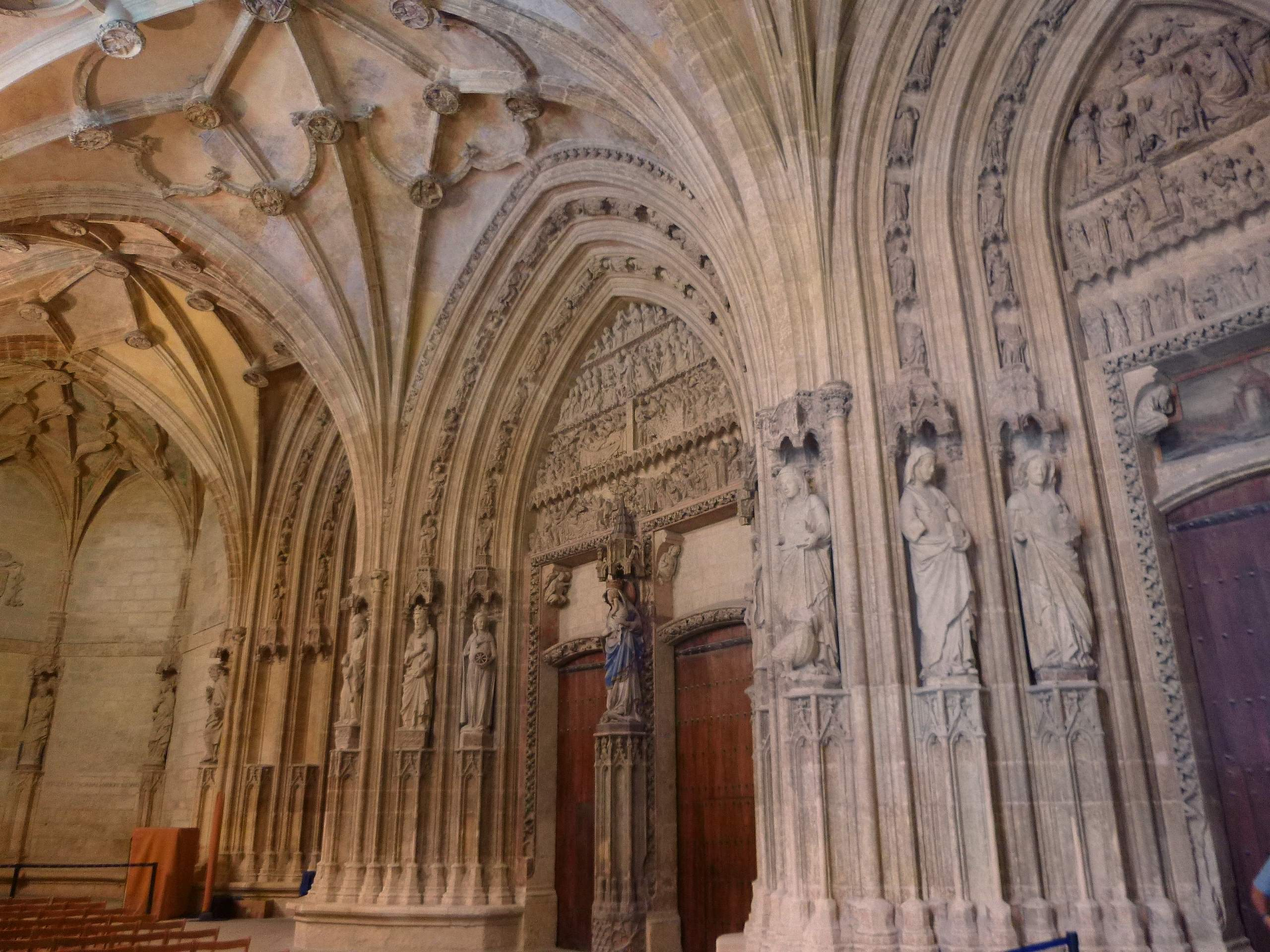
拝廊
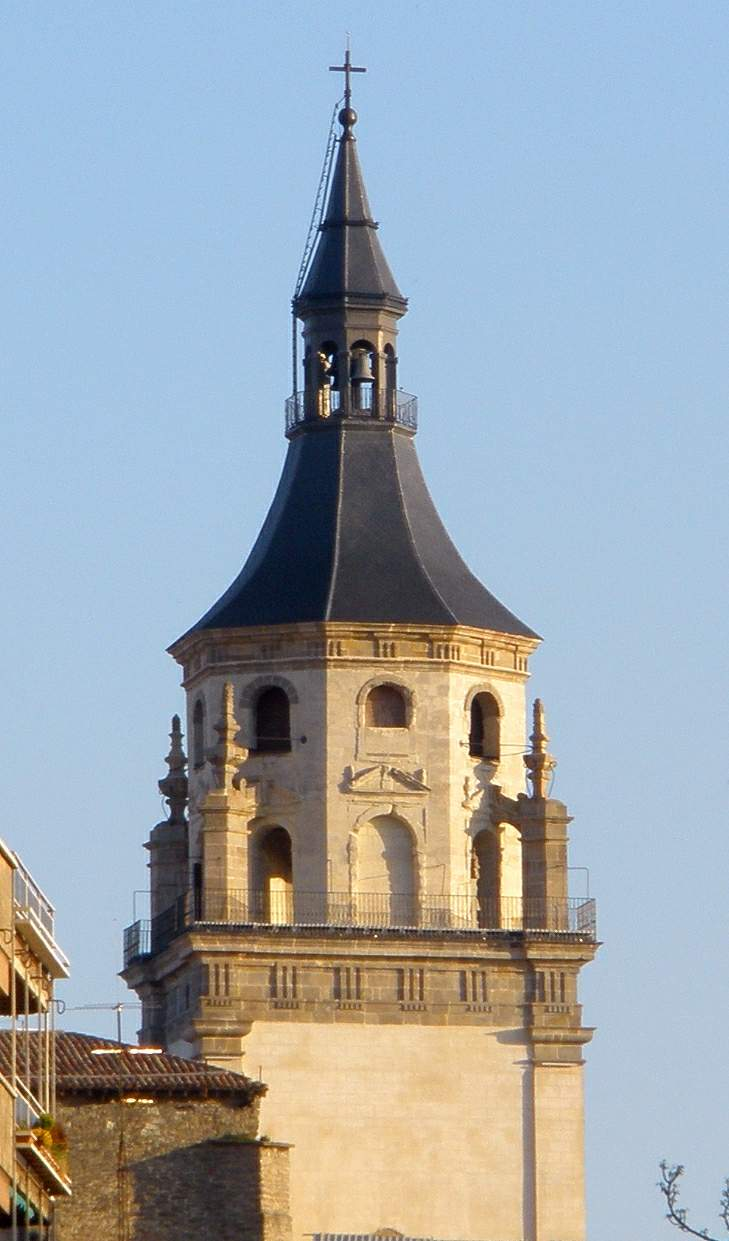
鐘楼